# 古德伦·恩斯林
古德伦·恩斯林（德語：Gudrun Ensslin，1940年8月15日—1977年10月18日）是德国恐怖组织红军派创始人之一。她与五起炸弹袭击有关，造成四人死亡。1972年，恩斯林被捕，及后在狱中上吊自杀。